# Délcio Pina
Délcio Ricardo Moreno Pina, más conocido como Délcio Pina, (Praia, 27 de marzo de 1992) es un jugador de balonmano caboverdiano que juega de lateral izquierdo en el Marítimo Madeira Andebol de la Andebol 1. Es internacional con la  selección de balonmano de Cabo Verde.
Con la selección de Cabo Verde disputó el Campeonato Mundial de Balonmano Masculino de 2021, el primero para su selección.

## Palmarés internacional
| Campeonato Africano | Campeonato Africano | Campeonato Africano | Campeonato Africano |
| Año                 | Lugar               | Medalla             |                     |
| ------------------- | ------------------- | ------------------- | ------------------- |
| 2022                | Egipto              | Medalla de plata    |                     |

## Palmarés en clubes

### ABC Braga
- Copa de Portugal de balonmano (1): 2017

## Clubes
| Club                       | País       | Año         |
| -------------------------- | ---------- | ----------- |
| Desportivo da Praia        | Cabo Verde | 2010 - 2016 |
| ABC Braga                  | Portugal   | 2016 - 2018 |
| ADA Maia                   | Portugal   | 2018 - 2020 |
| BM Ciudad de Logroño       | España     | 2020 - 2021 |
| Ángel Ximénez Puente Genil | España     | 2021        |
| Madeira Andebol            | Portugal   | 2022        |
| Marítimo Madeira Andebol   | Portugal   | 2022 - Act. |

## Estadísticas

### Campeonato Mundial
|  | Líder del Torneo            |
|  | Incluido en el Equipo Ideal |

| Torneo              | Partidos | Ataque | Ataque | Ataque      | Ataque | Posición |
| Torneo              | Partidos | Goles  | Tiros  | Efectividad | Media  | Posición |
| ------------------- | -------- | ------ | ------ | ----------- | ------ | -------- |
| Mundial 2021        | 1        | 2      | 4      | 50%         | 2      | 32º      |
| Mundial 2023        | 6        | 29     | 53     | 54,72%      | 4,83   | 23º      |
| Mundial 2025        | 6        | 41     | 74     | 55,4%       | 6,83   | 23º      |
| Total en su carrera | 13       | 72     | 131    | 54,96%      | 5,54   | -        |

Actualizado a 31 de enero de 2025.